# エスナ
エスナまたはイスナ（アラビア語: إسنا、Esna）は、エジプトのルクソールから55キロメートルほど南のナイル川西岸に位置する町である。古代エジプトではイウニト (Iunyt) またはタ＝セネト (Ta-senet)、ギリシア語ではラトポリス (Λατόπολις)、ポリス・ラトン (πόλις Λάτων)、ラットン (Λάττων)、ラテン語ではラト (Lato) と呼ばれていた。

## 古代都市

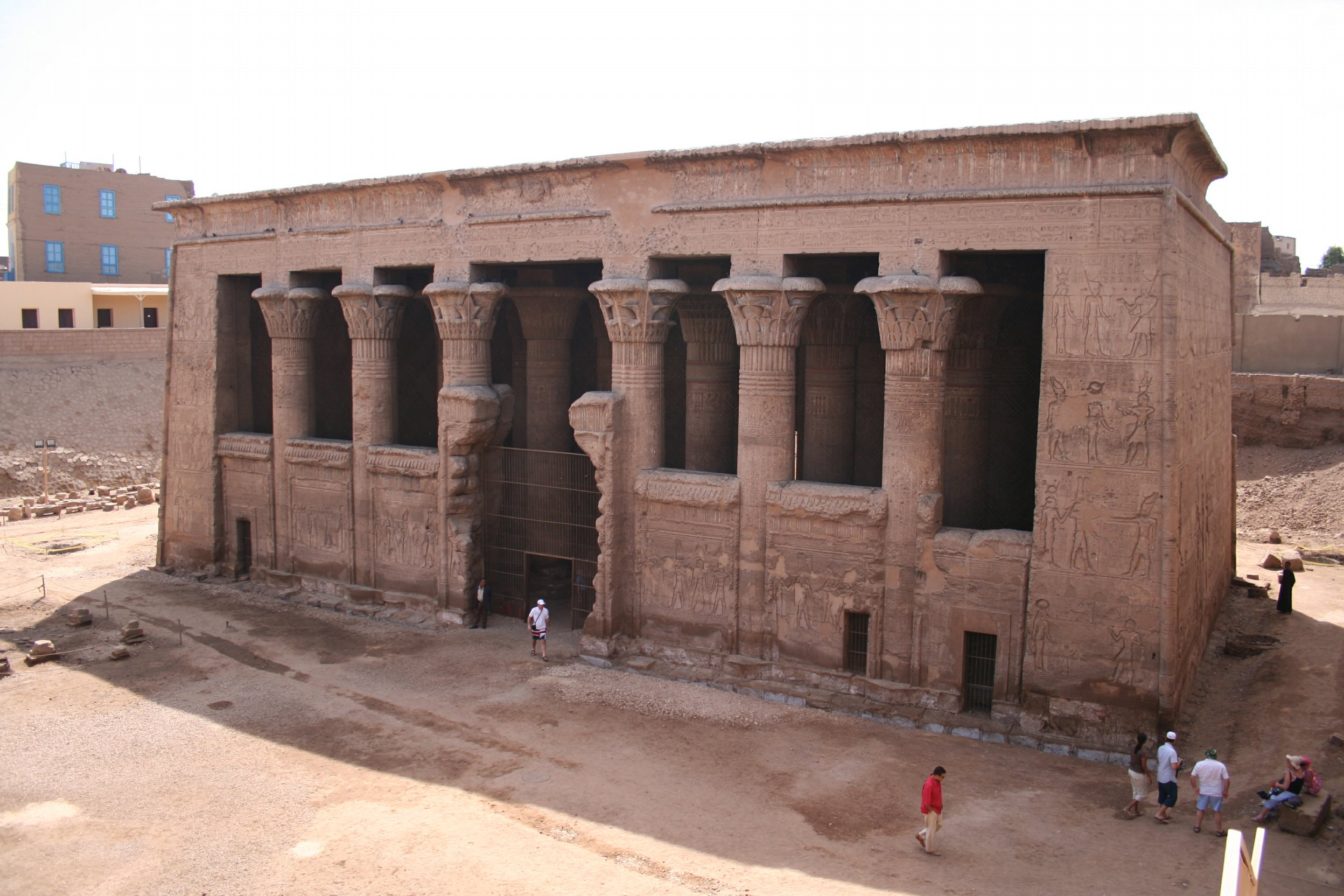
クヌムの神殿（エスナ）

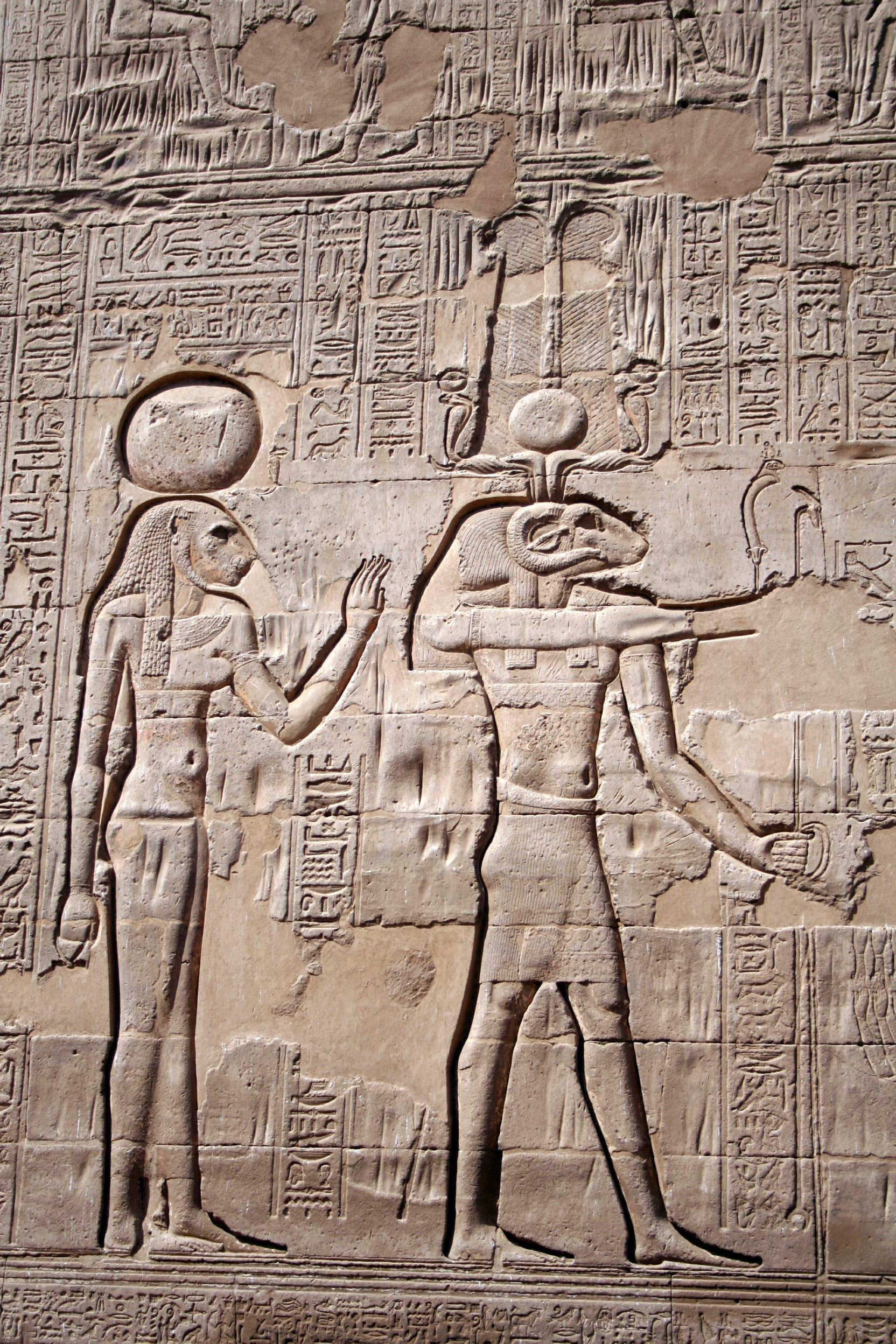
クヌムの神殿のレリーフ。ライオンの頭を持つ妻ネイトとクヌム自身が刻まれている。

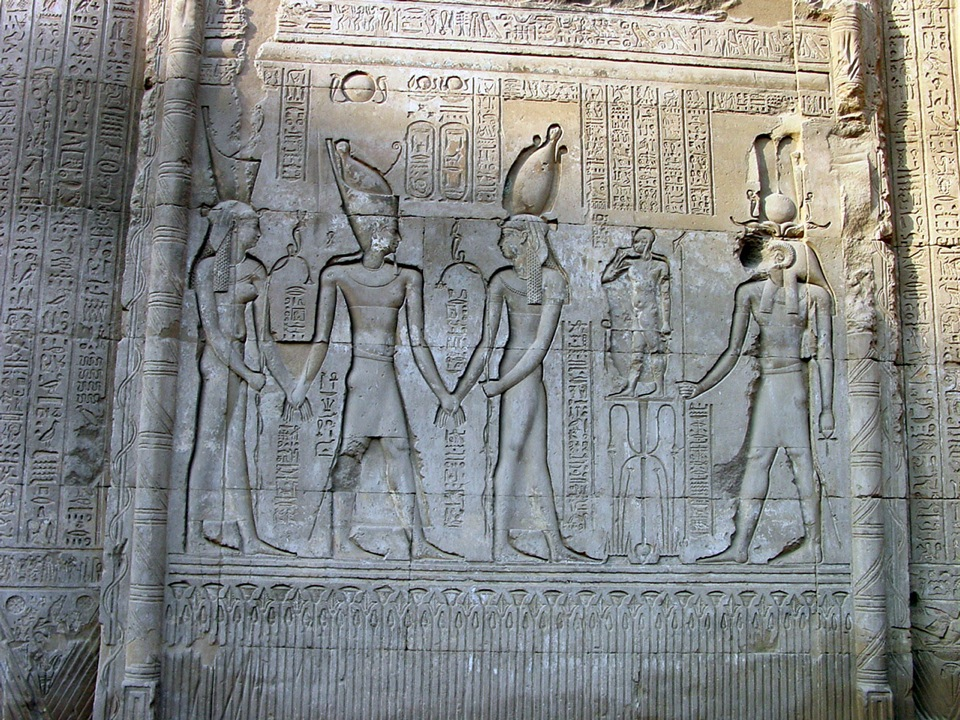
神殿の壁のレリーフ

「ラトポリス」という地名はナイルパーチの学名 Lates niloticus と関係が深い。ナイルパーチはナイル川にすむ52種の魚の中で最も大きく、古代にはこの近辺に多数生息していた。彫刻の題材としてもよく見られ、女神ネイトの象徴の1つとして、王権や神性を表す卵形の盾または環で囲んで描かれることが多かった。生贄として捧げられた Lates niloticus は町の西にある墓地に埋葬された。
ラトポリスの守護神は、クヌム、ネイトと彼らの子である Hak の3柱だったと見られている。エスナの神殿はこの3柱の神々に捧げられたもので、その建築の美しさと壮大さは特筆に値する。建材には赤みがかった砂岩が使われており、6本の柱が4列並んだポルチコのそれぞれの柱の柱頭はハスの葉形で、しかも柱ごとに柱頭の形状が微妙に異なる。
エスナから南に12キロメートルほど行ったところにほぼ同時代の神殿が見つかっているが、その上に町があるため発掘調査されていない。
エスナから北に2キロメートルほど行ったところにもラトポリスの3柱の守護神の小神殿がある（現在は el-Dayr という村になっている）。その近くにはプトレマイオス3世の時代（紀元前246年-221年）の黄道十二星座の小神殿もあった。しかし後者の建物は19世紀に新たな運河を建設する際に取り壊された。エスナの神殿は19世紀中ごろに中に充満していた土や屑を取り除かれ、綿の倉庫として使われていた。
神殿の入口の脇柱（現状の土台部分）はトトメス2世（エジプト第18王朝）のものだが、それ以外の部分は全てプトレマイオス朝やローマ帝国時代のものである。プトレマイオス3世は上エジプトで多くの神殿を修復している。ラトポリスの神殿の壁にもその姿が描かれており、その後ろでライオンがプトレマイオス3世の敵に襲いかかろうとしている。プトレマイオス5世の名も戸口に刻まれている。遺跡の大きさは印象的だが、その彫刻やヒエログリフはエジプト美術が衰退しつつあったことを示している。西側の壁にはプトレマイオス6世とプトレマイオス8世のレリーフがある。中央に1つだけ入口がある様式はエドフの神殿に似ている。この現在の姿で再建されたのはクラウディウス帝の治世（41年-54年）以降のことで、ウェスパシアヌス帝のころに完成した。ウェスパシアヌス帝の名や肩書きは入口の奉納銘に刻まれている。入口の天井にはやや大きな黄道十二宮図がある。皇帝ゲタの名もヒエログリフで書かれているが、部分的に兄で暗殺者のカラカラが消している。それでもこの神殿に書かれた最後の皇帝の名であり、読みやすい。ローマ人たちは神殿の再建にあたって、従来の神殿の基礎部分から除去したと見られている。埠頭と神殿とを結ぶ儀礼用の道はこのころにはなくなっていたと見られる。埠頭にはマルクス・アウレリウス・アントニヌスのカルトゥーシュがある。
町の西にある墓地には Lates niloticus（ナイルパーチ）が埋葬されている。また、エジプト中王国時代から末期王朝までの人間の墓もある。

## 儀礼における重要性

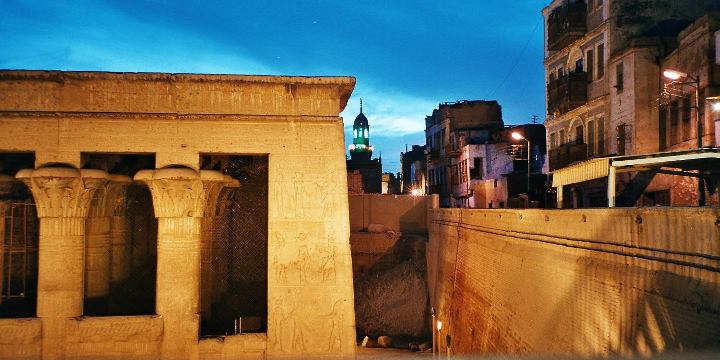
夕暮れの神殿

エスナの神殿は、古代エジプト人が礼拝所をどれほど重視していたかを今に伝えている。神殿の領域に入ると「礼拝の純粋さについての厳格な規則を守る」ことを要求された。エスナの神殿の壁に刻まれた銘文によると、この神殿に入る者は手足の爪を短く切り、体毛を全て剃り、ナトロン（天然ソーダ石）で手を洗い、亜麻布の服を着用し（羊毛は禁じられていた）、事前に数日間の禁欲を要求される。

## 現代のエスナ

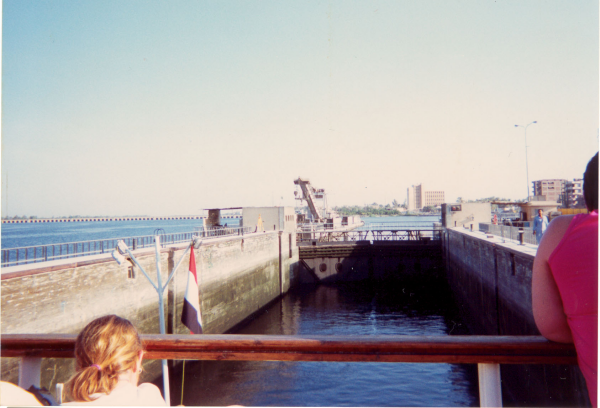
閘門

ナイル川に堰を兼ねた橋が2つかかっている。そのうち1つは1906年にイギリスが建設したもので、"Electricity Bridge" と呼ばれる方は1990年代に建設された。ルクソールから155キロメートルほど上流のアスワンに向かう観光クルーザーは、この堰の閘門で数時間待たされることがある。
エスナの観光の目玉は、観光客向けの市場と神殿である。神殿はまだ完全に発掘が済んだ状態ではないが、ナイル川から内陸に200メートルほど入ったところにあり、周囲の通りよりも9メートルほど低いところにある。